# Campbell-Bay-Nationalpark
Der Campbell-Bay-Nationalpark ist ein Schutzgebiet in Indien. Es wurde 1992 ausgewiesen und ist 426,23 km² groß. Das Areal bildet mit dem Galathea-Bay-Nationalpark ein Biosphärenreservat auf Groß Nikobar. Auf den Nikobaren gibt es zahlreiche endemische, d. h. ausschließlich dort verbreitete Arten.

## Geographie
Der Nationalpark liegt auf der Nordwestseite von Groß Nikobar, der größten Insel der Nikobaren. Innerhalb des Parks befindet sich der Thullier, der mit einer Höhe von 642 m höchste Berg der Insel. zwei nach Südwesten verlaufene Flüsse im Park sind der Dagmar und Alexandria River. Die Temperaturen auf Groß Nikobar variieren zwischen 22 und 32 °C.
Durch den Tsunami infolge des Erdbebens von 2004 wurden 20 % von Klein Nikobar und 40 % von Groß Nikobar überschwemmt und große Schäden angerichtet.

## Flora

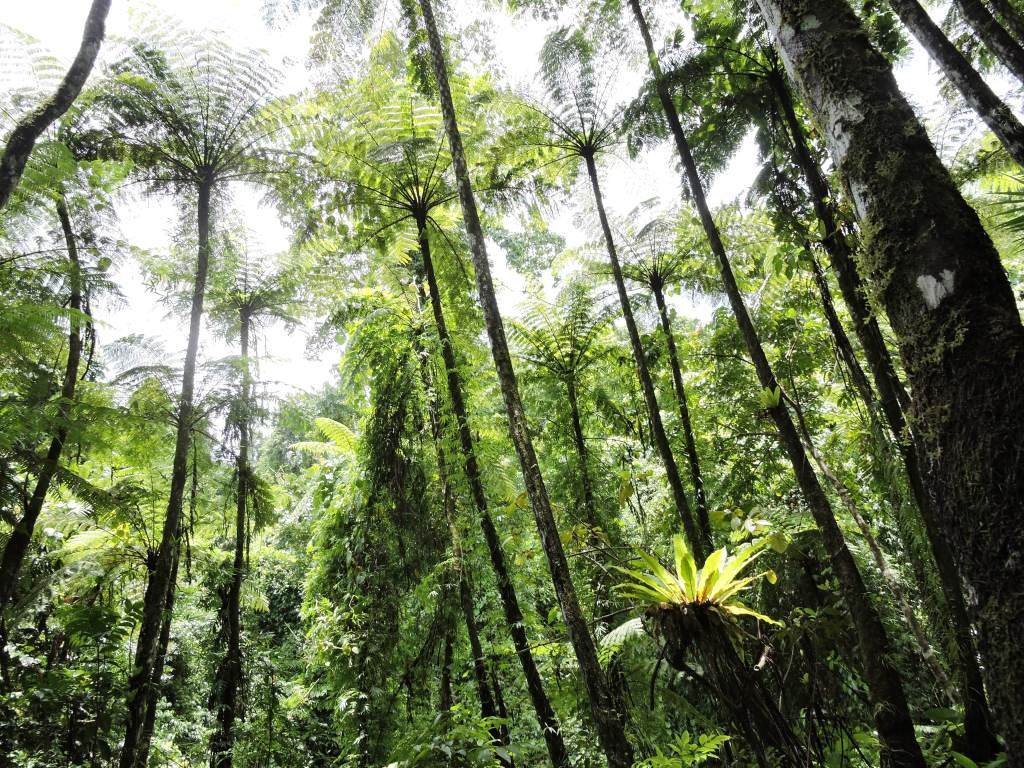
Baumfarne im Biosphärenreservat

Das Innere der Insel Groß Nikobar ist dicht bewaldet. Etwa 11 Prozent der Gefäßpflanzen sind endemisch und rund 30 Arten gelten als gefährdet.
Dominierende Pflanzenarten in den immergrünen Wäldern der Insel sind wie auch auf Camorta und Katchal das Sapotengewächs Planchonella longipetiolata, Calophyllum soulattri, Garcinia xanthochymus, Pisonia excelsa und die Mangoart Mangifera sylvatica. Laubwälder in den niedrigeren Lagen der Insel umfassen beispielsweise die Myrobalanenarten Terminalia bialata und T. procera. Zu den auf den Nikobaren endemischen Arten zählen der Baumfarn Cyathea albo-setacea und die Orchidee Phalaenopsis speciosa.

## Fauna
Auf Groß und Klein Nikobar gibt es mit Ausnahme von der Wildschwein-Unterart Sus scrofa nicobaricus keine wild lebenden, großen Säugetiere. Die Wildschweine wurden vermutlich von frühen Siedlern auf die Inseln eingeschleppt. Ein kleineres, vorkommendes Säugetier ist das auf den beiden Inseln endemische und stark gefährdete Nikobaren-Spitzhörnchen. Die Art hält sich vor allem in den Bäumen auf, wo sie sich vorwiegend von Insekten, aber auch von pflanzlicher Nahrung ernährt. Eine weitere gefährdete Tierart der Nikobaren ist die Nikobaren-Palmenratte. Darüber hinaus findet sich im Park der stark gefährdete Javaneraffe (Unterart Macaca f. umbrosus), eine der meistbejagten Primatenarten der Welt.
Ein im Park recht häufig anzutreffendes Reptil ist die tagaktive Bronzenatternart Dendrelaphis humayuni, die auf den Nikobaren endemisch ist. Zu ihrer Beute zählt beispielsweise die Froschart Amnirana nicobariensis. Eine weitere endemische Schlange ist die Nachtbaumnatternart Boiga wallachi. Wegen unzureichender Datenlage gibt es für diese keine Gefährdungseinstufung der Weltnaturschutzunion (IUCN). Die nachtaktive Schlange ernährt sich von Fröschen, anderen kleinen Tieren und Eiern. Ebenfalls ohne Gefährdungseinstufung ist die Skinkart Lipinia macrotympanum. Als gefährdet gilt dagegen die Schlangenschleichenart Dibamus nicobaricum. Lediglich auf Groß Nikobar verbreitet ist zudem die baumbewohnende Echsenart Bronchocela danieli, die jedoch als nicht gefährdet eingestuft wird. Auf der Insel finden sich zudem Leistenkrokodile und eine nach dem indigenen Volk der Shompen benannte Froschart, die auf Groß Nikobar vorkommt, ist Limnonectes shompenorum.
Zu den auf den Nikobaren endemischen Vogelarten zählt das Nikobaren-Großfußhuhn (Megapodius nicobariensis), eine gefährdete Großfußhühnerart. Speziell auf Groß Nikobar ist die Unterart M. n. abbotti verbreitet. 1988 betrug die Population dort vermutlich weniger als 400 Tiere. Zwei weitere auf den Nikobaren endemische Arten sind die Kloss-Schlangenweihe (Spilornis klossi) und die Nikobaren-Zwergohreule, die jeweils als potentiell gefährdet eingestuft werden.
Eine weitere gefährdete Art, die auf Groß Nikobar vorkommt, ist der Palmendieb, das größte an Land lebende Krebstier der Erde.

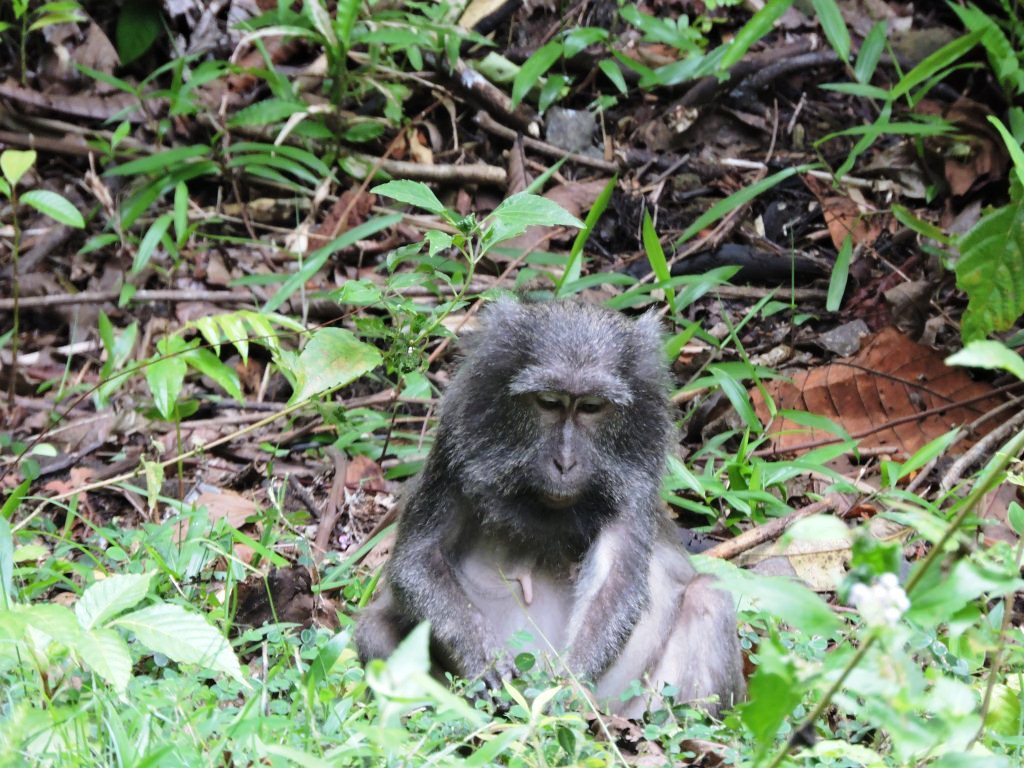
Javaneraffe
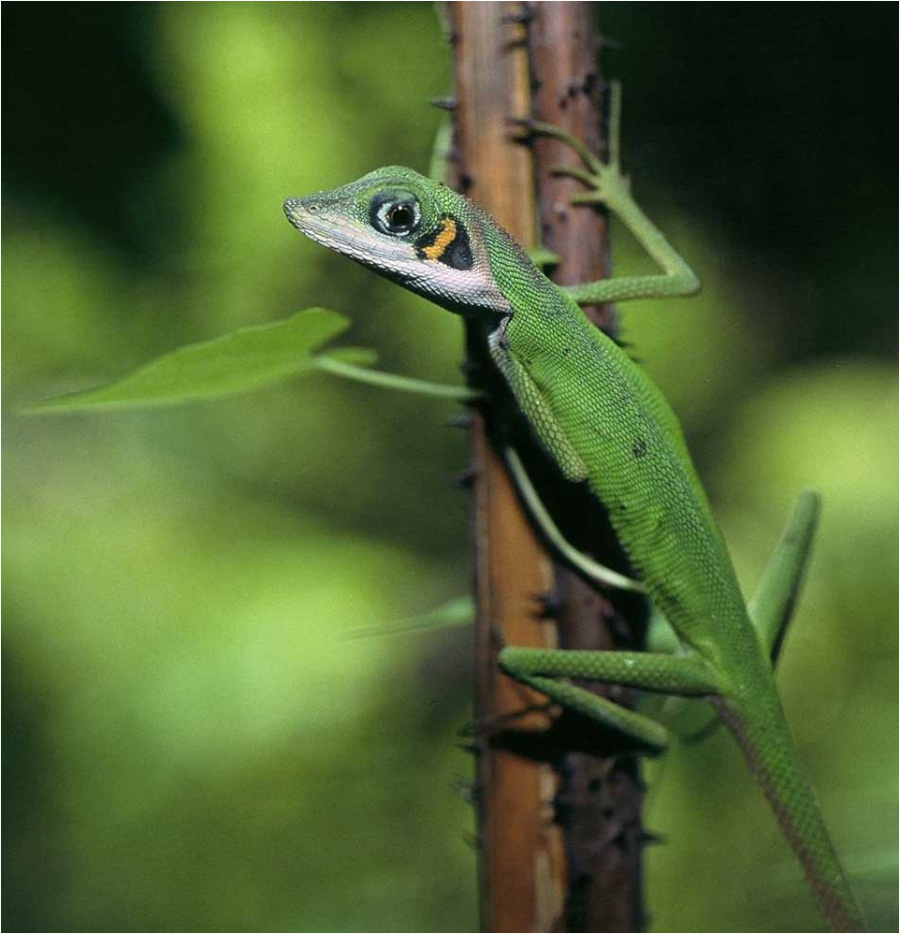
Bronchocela danieli
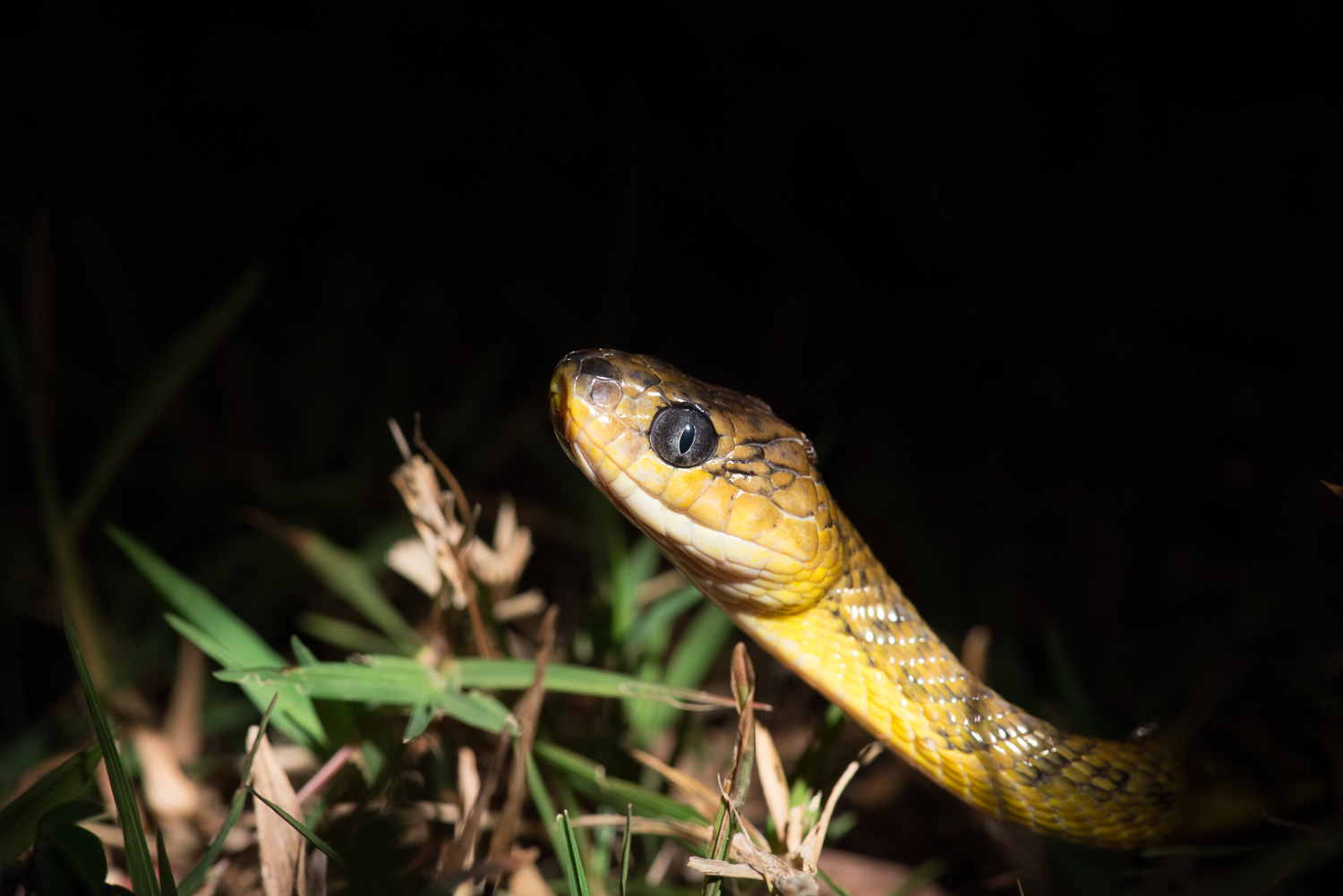
Boiga wallachi, eine Nachtbaumnatter
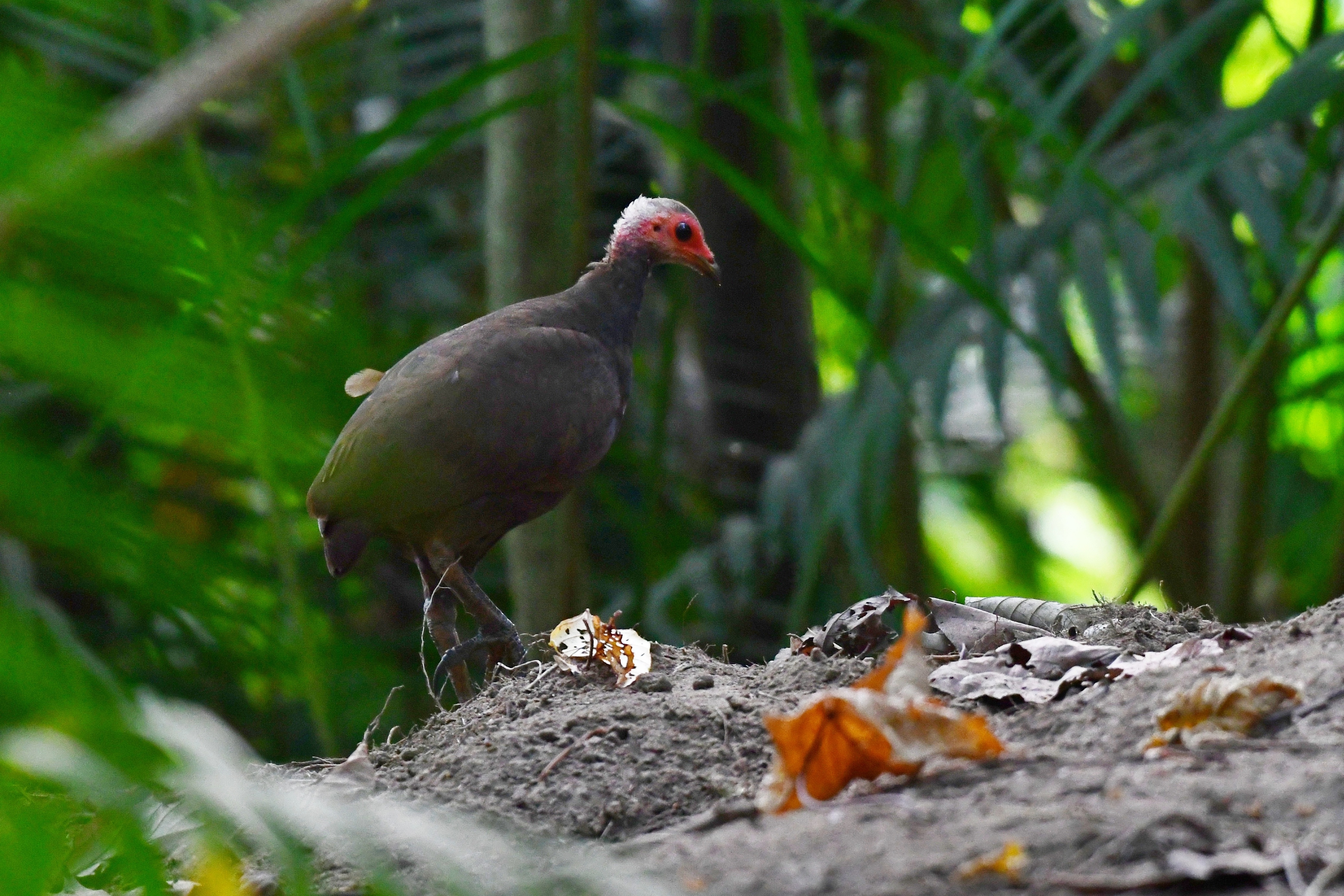
Nikobaren-Großfußhuhn auf Groß Nikobar
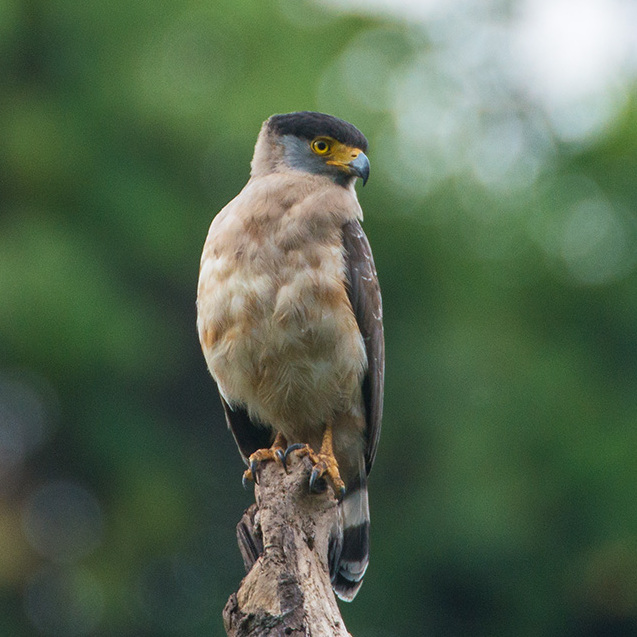
Kloss-Schlangenweihe (Spilornis klossi)